# Hervest
Hervest ist ein Stadtteil von Dorsten im Kreis Recklinghausen in Nordrhein-Westfalen. Bis 1943 war Hervest eine eigenständige Gemeinde.

## Lage
Hervest liegt nordöstlich der Dorstener Kernstadt am Nordufer der Lippe.

## Geschichte
Hervest bildete schon seit dem Mittelalter ein eigenes Kirchspiel, zu dem neben dem Kirchdorf Hervest auch die Bauerschaften Orthöve und Wenge gehörten. Die Gemeinde Hervest gehörte seit 1844 zum Amt Lembeck und seit 1929 zum Amt Hervest-Dorsten im Kreis Recklinghausen.
Nachdem der Kommandierende General des VII. Armee-Korps, Oskar von Watter, vorher das Einverständnis Gustav Noskes eingeholt hatte, ließ er am 11. Februar 1919 den Generalsoldatenrat durch das Freikorps Lichtschlag auflösen und dessen dort anwesende Mitglieder verhaften. Am 16. Februar wurde es zu einer Befriedigungsaktion gegen Hervest befohlen. Die hier beginnende Blutspur brachte der Formation den Namen „Freikorps Totschlag“ ein.
Am 1. April 1943 wurde Hervest in die Stadt Dorsten eingemeindet.

## Bergbau

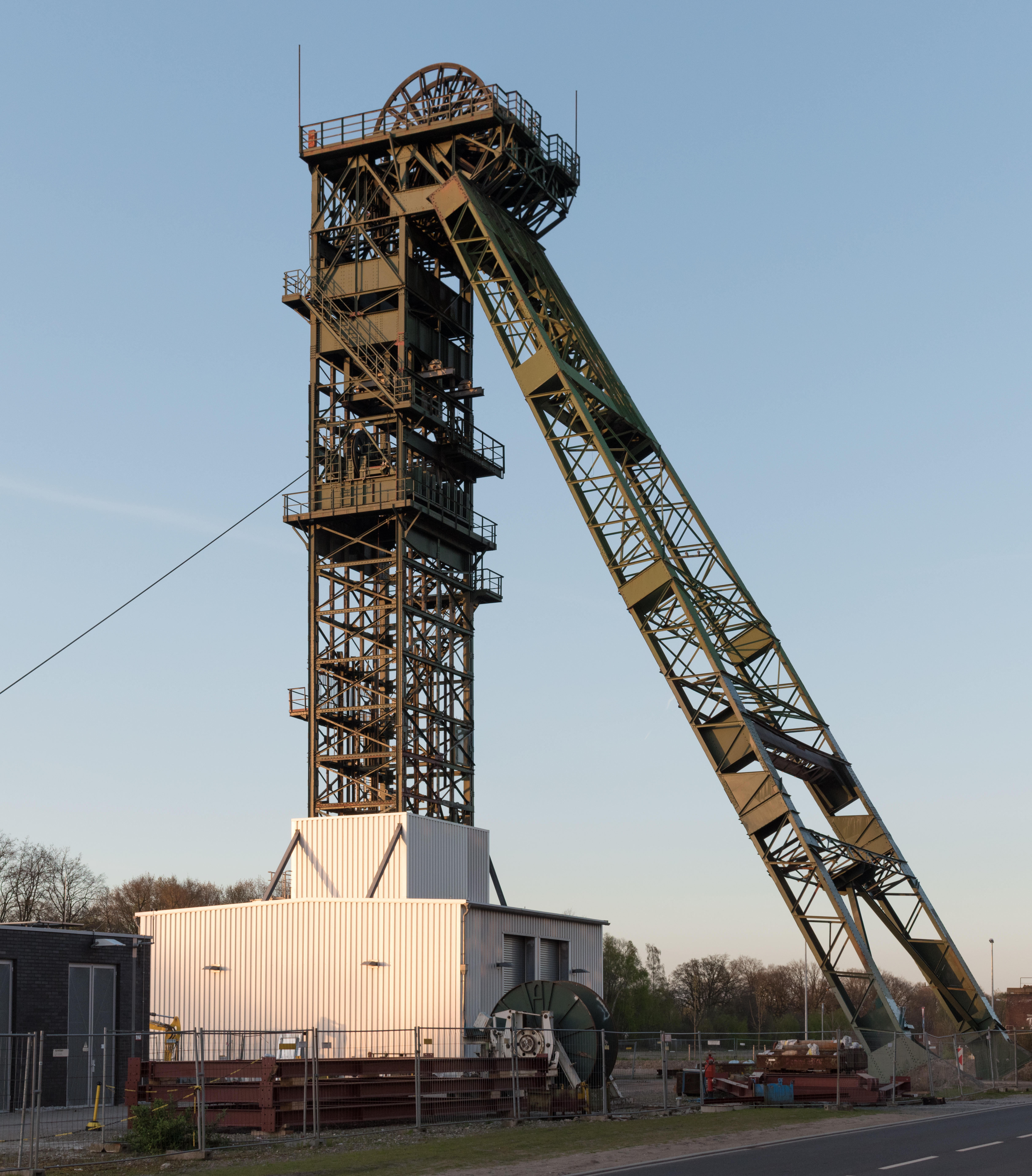
Altes Fördergerüst

Hervest wurde im 20. Jahrhundert durch das Bergwerk Fürst Leopold geprägt, in dem von 1913 bis 2001 Steinkohle gefördert wurde. Die ehemalige Hafenbahn wurde zu einem Gehweg umgebaut, der nun vom ehemaligen Zechengelände bis zur Lippe verläuft und an die Bergbauzeit erinnert.

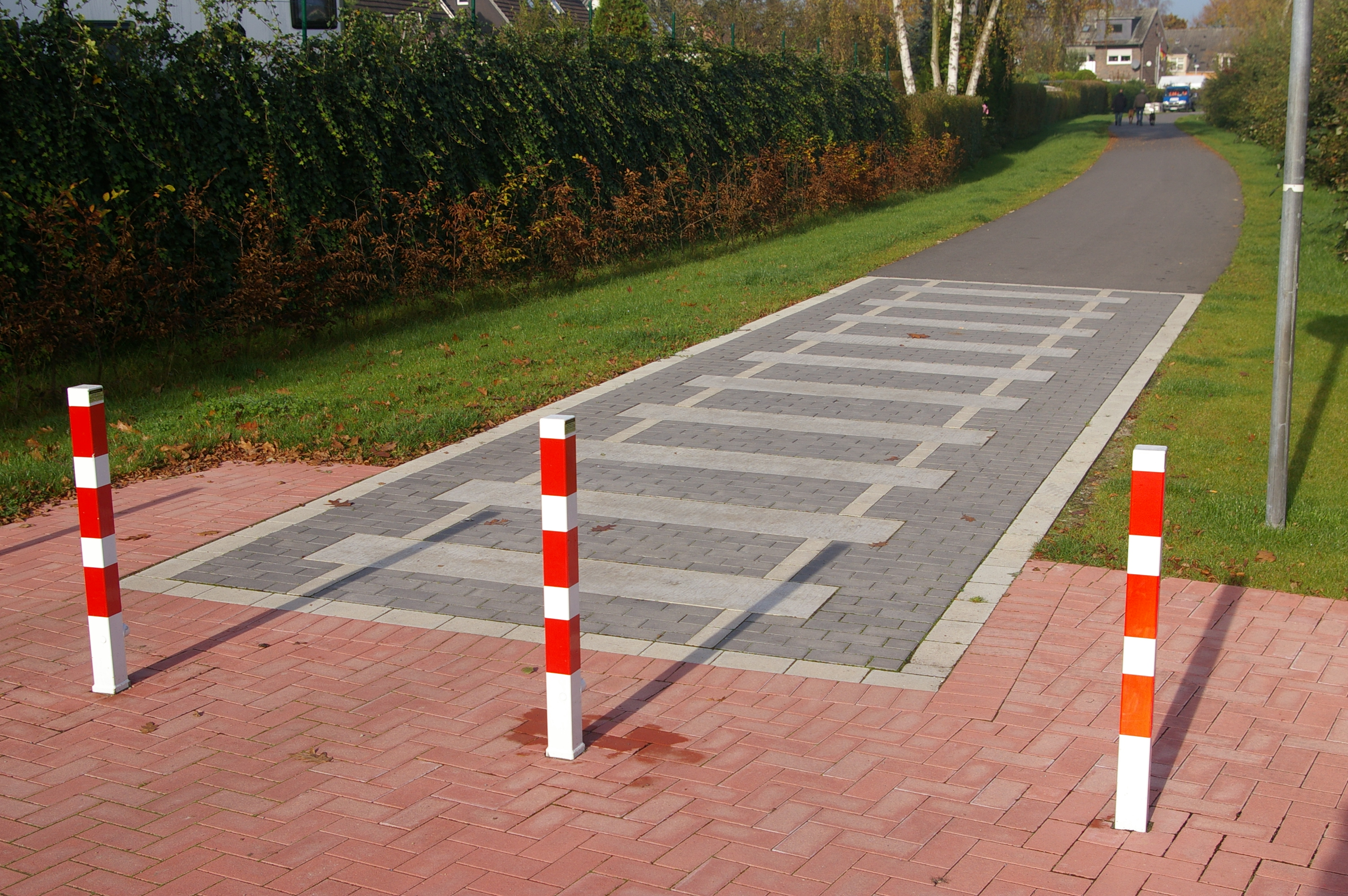
Als Bahngleis gestaltete Bahntrasse erinnert an die ehemalige Zechenbahn zwischen Fürst Leopold und dem Wesel-Datteln-Kanal
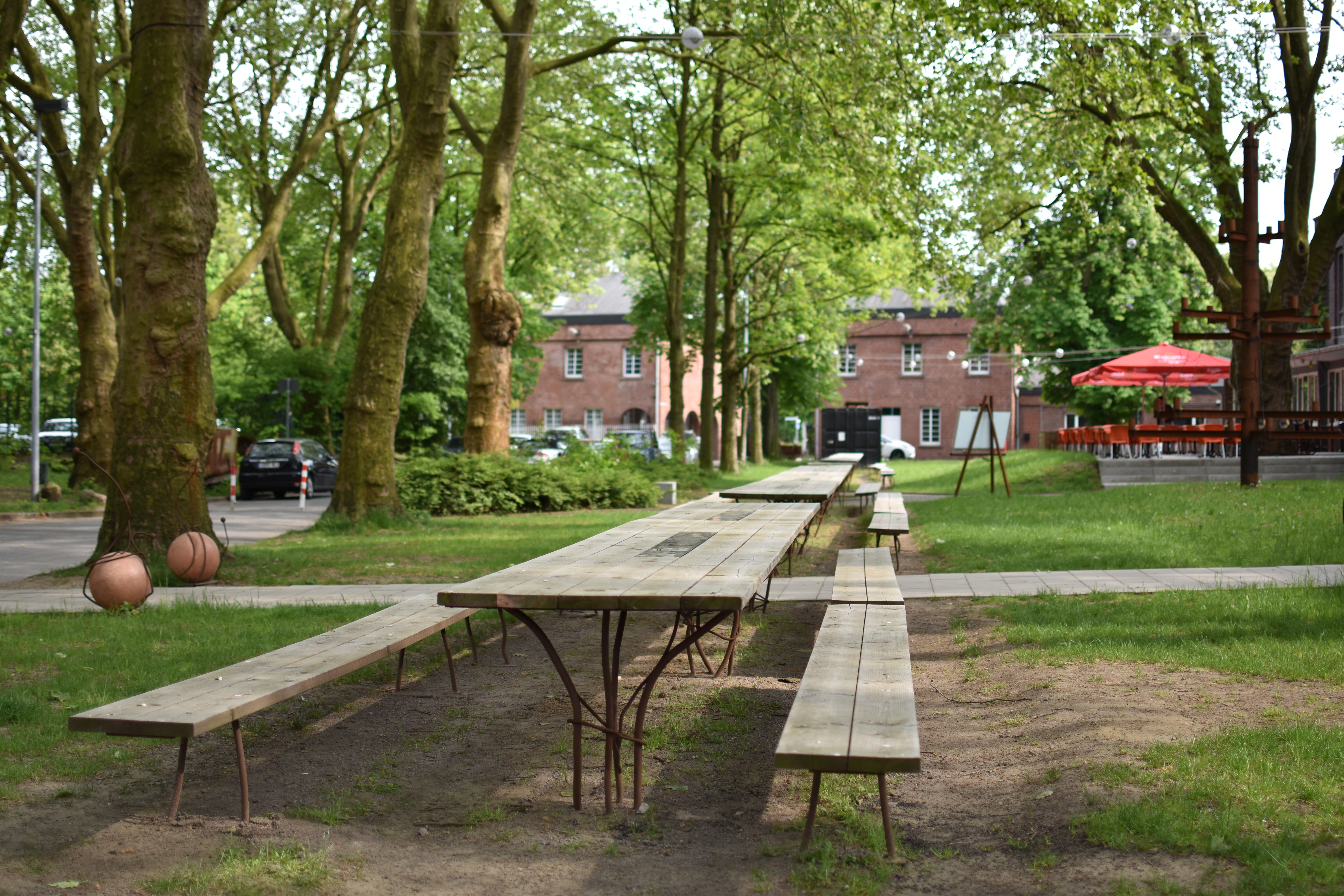
Creativquartier Fürst Leopold – Tische der Fürsten
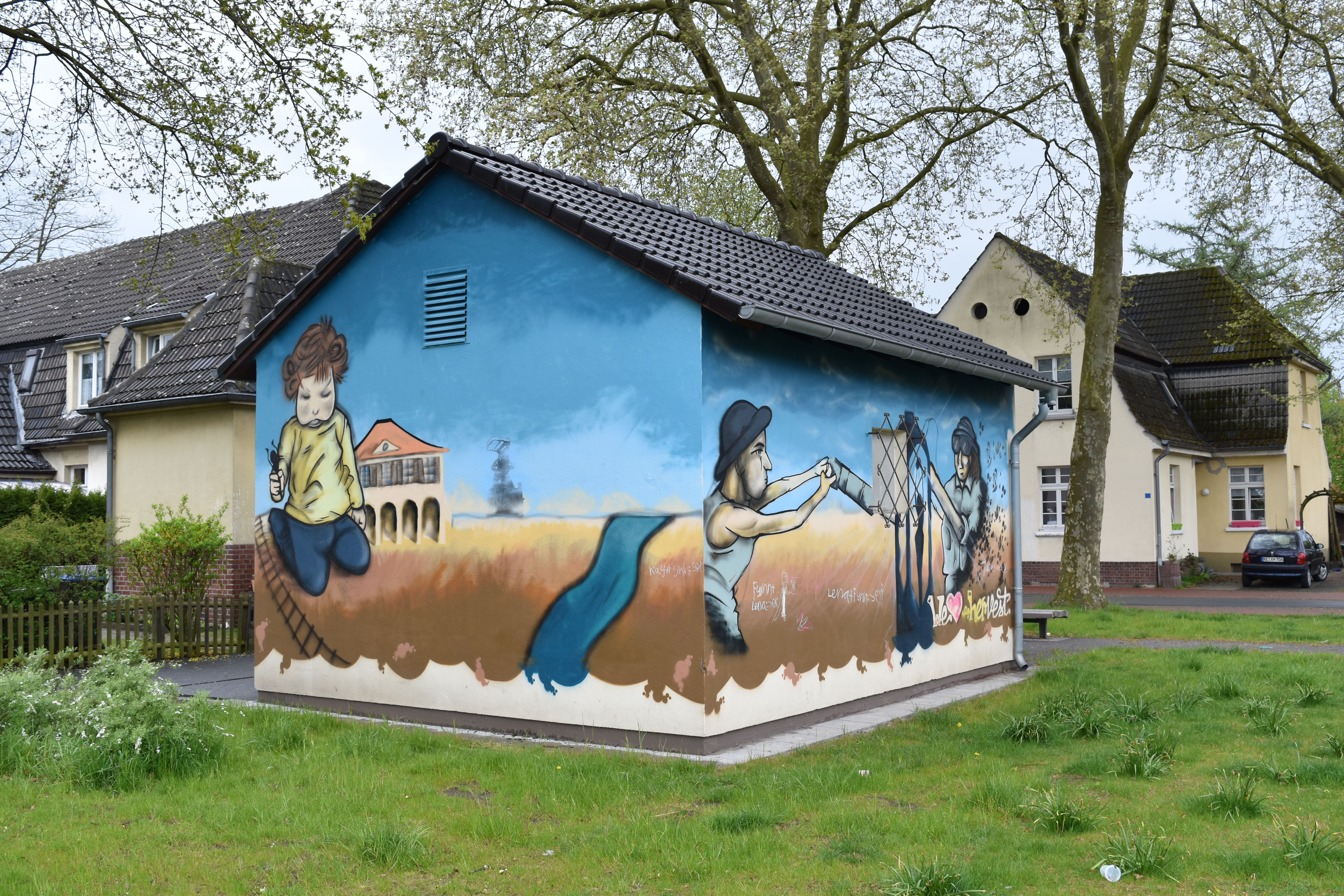
Neu gestaltete Transformatorenstation an der alten Bahntrasse
DAS LEO – Soziokulturelles Zentrum

Durch Bergsenkung entstand im Nordosten Hervests ein Feuchtgebiet, welches heute ein Naturschutzgebiet ist. Hier gibt es zwei Storchennester sowie eine Rinderzucht.

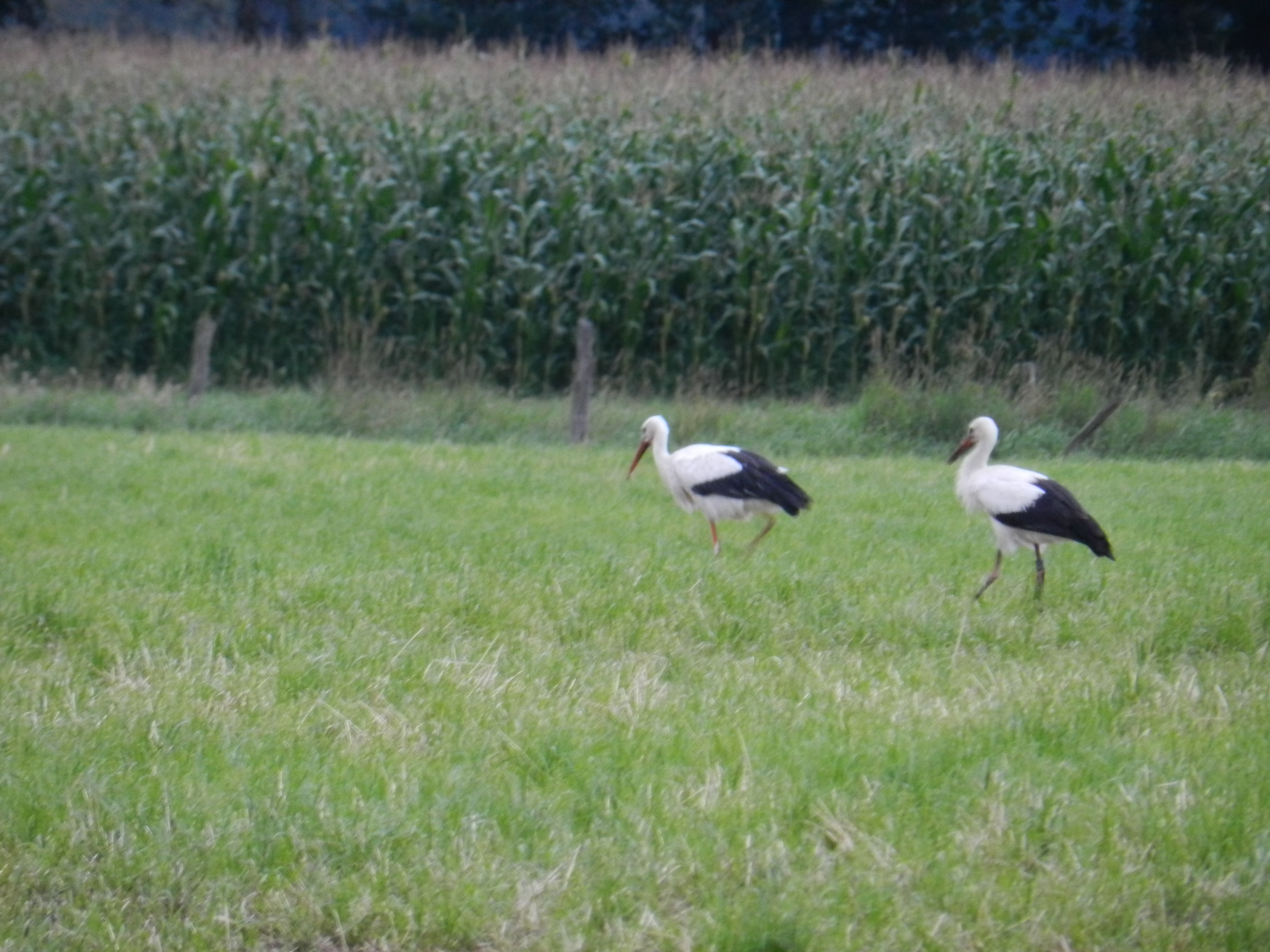
Storchenpaar Werner und Luise im Hervester Bruch
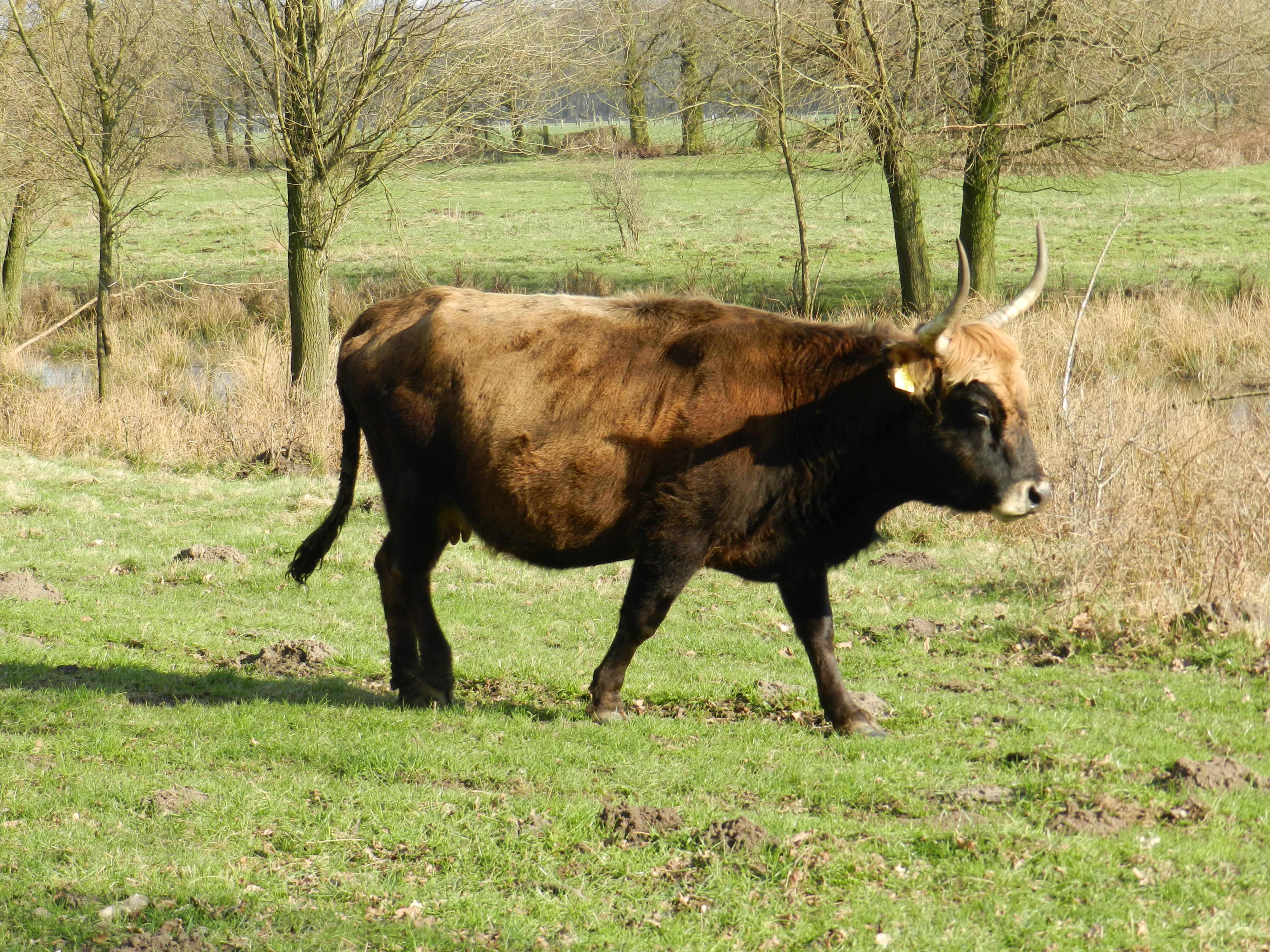
Rinderzucht, ebenfalls im Hervester Bruch

## Verkehr

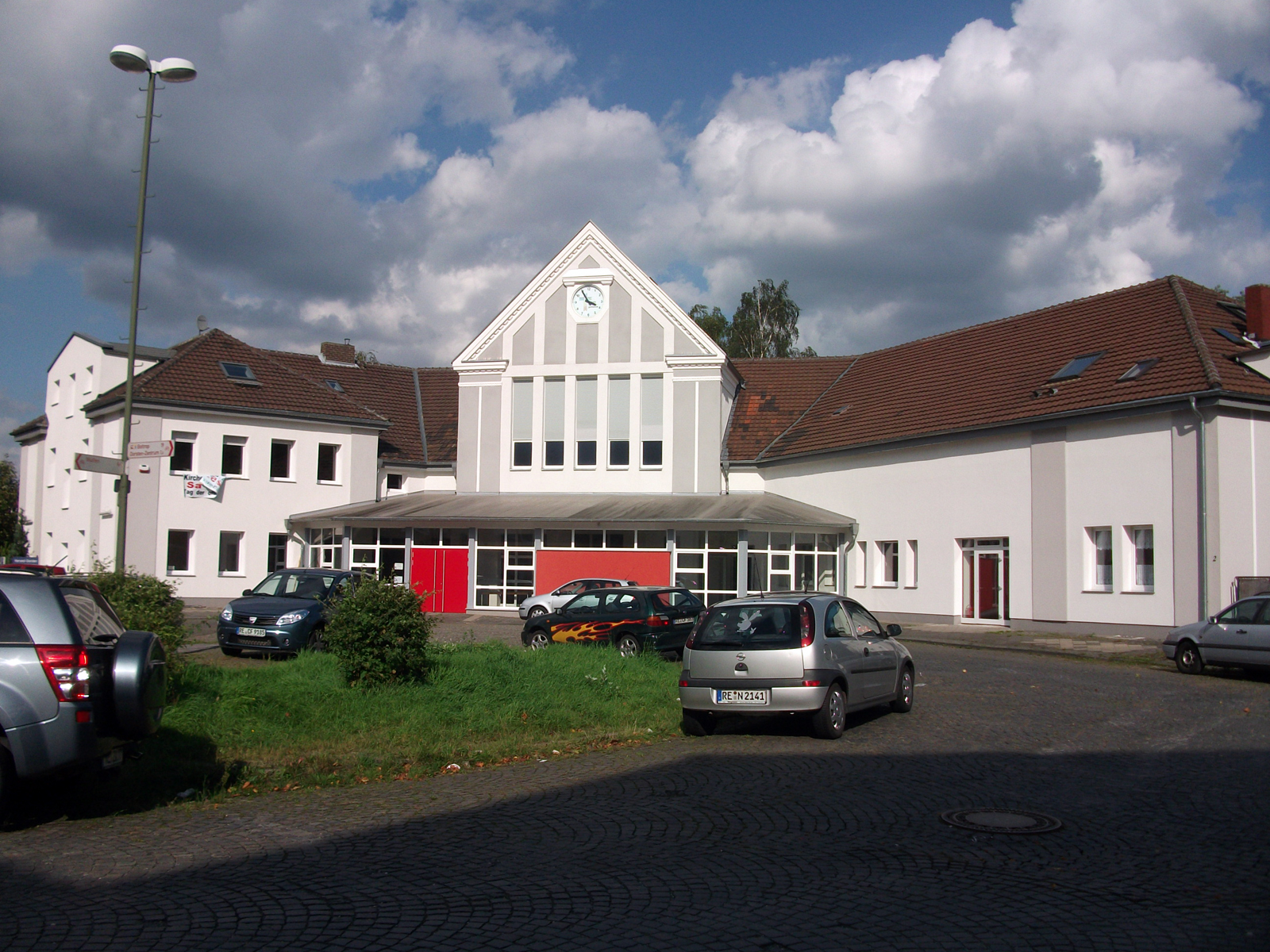
Bahnhof Hervest-Dorsten, Empfangsgebäude

Am nordwestlichen Rand des Stadtteiles liegt der Bahnhof Hervest-Dorsten.
Die VRR-Buslinien 208, 274 und NE8 erschließen den Ortsteil. Die Buslinien 276 und 295 bedienen das im Nordwesten gelegene Marienviertel, die Schnellbuslinie SB26 das Gewerbegebiet Wenge West. Die Linien 207 und 227 beginnen und enden im östlich gelegenen Dorf Hervest.
| Linie   | Verlauf | Takt (Mo–Fr)        | Betreiber    |
| ------- | --- | ------------------- | ------------ |
| SB26    | Dorsten ZOB – Frühförderstelle – Hervest Gewerbegebiet Wenge West – Alt-Wulfen – Barkenberg – Brassert – Marl Mitte | 30 min              | Vestische    |
| TB207   | Taxibus: Dorsten-Hervest Dorfstr. – Wulfen Spessartstr. – Alt-Wulfen – Gesamtschule Barkenberg | 60 min              | Vestische    |
| 208     | Dorsten ZOB – Paul-Spiegel-Berufskolleg – Hervest – Alt-Wulfen – Wulfener Markt – Handwerkshof | 60 min (nur abends) | Vestische    |
| 274     | Dorsten ZOB – Paul-Spiegel-Berufskolleg – Hervest – Kiebeck – Dorfstraße | 30 min              | Vestische    |
| 276     | Holsterhausen Friedensplatz – Baldursiedlung – Marienviertel – Frühförderstelle – Dorsten ZOB – Hardt St.-Nikolaus-Kirche – Gahlener Str. | 30 min              | Vestische    |
| R21 295 | Dorsten ZOB – Frühförderstelle – Marienviertel – Holsterhausen Baldursiedlung – Deuten Mitte – Deuten – Rhade Rütherweg – Rhade Bf – Rhade Ort – Raesfeld-Erle – Raesfeld – Borken Bf Der Abschnitt Dorsten – Raesfeld-Erle ist VRR-Linie 295; sonn- und feiertags Verkehr nur zwischen Raesfeld-Erle und Borken | 60/120 min          | Westfalenbus |
| NE8     | Dorsten ZOB – Paul-Spiegel-Berufskolleg – Hervest – Alt-Wulfen – Wulfener Markt – Handwerkshof NachtExpress: In den Nächten von Freitag auf Samstag, Samstag auf Sonntag und vor Feiertagen | zwei Fahrten        | Vestische    |

## Einwohnerentwicklung
| Jahr | Einwohner |
| ---- | --------- |
| 1833 | 521       |
| 1858 | 569       |
| 1871 | 554       |
| 1885 | 742       |
| 1895 | 841       |
| 1910 | 2.032     |
| 1925 | 7.338     |
| 1939 | 8.455     |
| 2015 | 12.841    |

## Sehenswürdigkeiten
- St. Marien, St. Josef und St. Paulus, katholische Pfarrkirchen; Kreuzkirche, evangelische Kirche
- Brunnenplatz in der Zechensiedlung
- Zechengelände Fürst Leopold
- Hervester Bruch